# Charlie Kaufman
Charles Stuart Kaufman, conhecido como Charlie Kaufman (Nova Iorque, 20 de setembro de 1958), é um roteirista estadunidense. Vencedor do Oscar de melhor roteiro original, é identificado pela revista Premiere como uma das 100 pessoas mais influentes de Hollywood.[carece de fontes?]
Charlie Kaufman cria com seus roteiros teses sobre a expansão do consciente humano. Entre seus parceiros, figura Michel Gondry, autor de Brilho Eterno de uma Mente sem Lembranças.
Numa indústria em que a noção de autoria concentra-se na figura do diretor, Kaufman tornou-se uma exceção. A respeito dessa questão, a professora da Universidade de Kent, Cecília Sayad, escreve o ensaio O Jogo da Reinvenção: Charlie Kaufman e o Lugar do Autor no Cinema  (Alameda, 2008).

## Carreira
Ele veio a escrever o seu primeiro roteiro no filme Quero Ser John Malkovich (dirigido por Spike Jonze), que foi nomeado ao Oscar de melhor roteiro original e ao Oscar de melhor diretor para Spike Jonze. 
Em 2002, voltou a trabalhar com Jonze como roteirista do filme Adaptação., que lhe rendeu outra indicação ao Oscar de melhor roteiro original. Adaptação. caracterizou  "Charlie Kaufman" em um personagem fictício onde ele tem um "irmão gêmeo idêntico", Donald Kaufman, um roteirista que reflete as ansiedades de Kaufman sobre Hollywood. A edição em DVD de Adaptação contém uma filmografia que lista Donald Kaufman como tendo escrito o roteiro para o filme. Os créditos no final do filme tem as palavras "em memória de Donald Kaufman".
Kaufman também escreveu o roteiro de Confessions of a Dangerous Mind, uma cinebiografia baseada na "autobiografia não autorizada" de Chuck Barris. O filme centra-se na alegação de Barris de ter sido um assassino da CIA. Foi George Clooney quem dirigiu em sua estreia como diretor. Kaufman ficou com muita raiva de Clooney porque ele fez alterações drásticas em seu script sem consultá-lo (em vez disso, Clooney consultou Barris). Kaufman disse o seguinte em uma entrevista com William Arnold: 
| “ | A coisa mais irritante para um escritor é entregar um script e depois transformarem ele. Isso não é para mim eu quero estar envolvido do início ao fim. E muitos diretores [Gondry e Jonze] sabem respeitar isso. | ” |

Em 2004 foi lançado Brilho Eterno de uma Mente Sem Lembranças,  o segundo filme de  Kaufman com o diretor Michel Gondry. Kaufman ganhou seu primeiro Oscar de melhor roteiro original, o qual gira em torno de uma personagem chamada Joe (interpretada por Jim Carrey), que contrata os serviços de um médico para apagar as lembranças de um relacionamento fracassado de seu cérebro.
Kaufman fez sua estreia como diretor no seu próximo projeto, Sinédoque, Nova Iorque . Philip Seymour Hoffman , Samantha Morton , Catherine Keener , Hope Davis , Jennifer Jason Leigh, Emily Watson, Dianne Wiest e Michelle Williams estrelam o filme, que narra "a história de um dramaturgo angustiado que é forçado a lidar com várias mulheres em sua vida ". Ele estreou no Festival de Cannes em 2008.
Em 2020, seu trabalho mais recente,  I'm Thinking of Ending Things, estreou na Netflix. O filme é uma adaptação do livro do autor Iain Reid, o qual conta a história sobre um relacionamento que está fadado a terminar sob a perspectiva feminina da personagem interpretada por Jessie Buckley. Os acontecimentos da narrativa tendem a ficar cada vez mais desassociados ao público, visto que o espaço e o tempo em que as personagens estão inseridas sempre está em mudança constante. Kaufman mesmo disse à Indie Wire:
"Apoio a interpretação de qualquer um".

## Temas e Influências
As obras de Kaufman exploram temas universais como crise de identidade, mortalidade e o significado da vida por meio de uma estrutura metafísica ou parapsicológica. Embora seu trabalho resista a rótulos, às vezes é descrito como surrealista. Ele às vezes inclui "fatos" fictícios sobre sua vida em seu trabalho, notavelmente Adaptation., Hope Leaves the Theatre e Antkind. A identidade de gênero também é um tema recorrente em sua obra. Os macacos são recorrentes no trabalho de Kaufman: em Being John Malkovich, Lotte tem um chimpanzé de estimação chamado Elijah; na natureza humana, Puff foi criado como um macaco; em Confessions of a Dangerous Mind, Penny sonha com um macaco; e em Adaptation, o deus ex machina original era um macaco do pântano. Alguns escritores e diretores que Kaufman citou como favoritos seus ou como influências são Franz Kafka, Samuel Beckett, Stanisław Lem, Flannery O'Connor, Shirley Jackson, Philip K. Dick, Patricia Highsmith, David Lynch, Lars von Trier, Roy Andersson, Woody Allen e os irmãos Coen.

## Filmografia selecionada

### Como roteirista
- Being John Malkovich (1999)
- Human Nature (2001)
- Adaptation. (2002)
- Confessions of a Dangerous Mind (2002)
- Eternal Sunshine of the Spotless Mind (2004)
- Synecdoche, New York (2008)
- Anomalisa (2015)
- I'm Thinking of Ending Things (2020)

### Como diretor
- Synecdoche, New York (2008)
- Anomalisa (2015)
- I'm Thinking of Ending Things (2020)